# Kanton Douai-Nord
Douai-Nord (Nederlands: Dowaai-Noord) is een voormalig kanton van het Franse Noorderdepartement. Het kanton maakte deel uit van het arrondissement Douai.
Begin 2015 werd het kanton opgeheven. De gemeenten Anhiers en Flines-lez-Raches werden overgeheveld naar het kanton Orchies. De gemeenten Lallaing, Sin-le-Noble en Waziers werden opgenomen in een nieuw kanton Sin-le-Noble waarvan Sin-le-Noble de hoofdplaats werd. Douai zelf, dat tot die tijd over vier kantons verdeeld was geweest, werd de hoofdplaats van een nieuw kanton Douai. 

## Gemeenten
Het kanton Douai-Nord omvatte de volgende gemeenten:
- Anhiers
- Douai (deels, hoofdplaats)
- Flines-lez-Raches
- Lallaing
- Sin-le-Noble
- Waziers